# 2750 Loviisa
2750 Loviisa (1940 YK) là một tiểu hành tinh vành đai chính được phát hiện ngày 30 tháng 12 năm 1940 bởi Y. Vaisala ở Turku.